# Педро Понсе де Леон (ум. 1314)
Педро Понсе де Леон (исп. Pedro Ponce de León; ? — 1314) — кастильский дворянин из рода Понсе де Леон, сеньор де Кангас, Тинео и Пуэбла-де-Астурия, майордом короля Кастилии Фердинанда IV (1295, 1302—1305), главный аделантадо на границе с Андалусией (1296—1298) и главный аделантадо Галисии (1311).
Сын Фернана Переса Понсе де Леона, главного аделантадо на андалузской границе и сеньора Пуэбла-де-Астурия, и Урраки Гутьеррес де Менесес, правнук короля Леона Альфонсо IX.

## Семейное происхождение
Один из сыновей Фернана Переса Понсе де Леона (+ 1291) и Урраки Гутьеррес де Менесес. По отцовской линии он был внуком Педро Понсе де Кабрера и его жены Альдонсы Альфонсо де Леон, внебрачной дочери короля Альфонсо IX Леонского. А со стороны матери он был внуком кастильского дворянина Гутьерре Суареса де Менезеса и Эльвиры Нуньес. Кроме того, Педро Понсе де Леон был братом Фернандо Понсе де Леон, сеньора Марчены, Беатрис Понсе де Леон, которая вышла замуж за Хуана Алонсо Переса де Гусмана, 2-го сеньора Санлукар-де-Баррамеда, и Хуаны Понсе де Леон, матери Леонор де Гусман, любовницы короля Кастилии Альфонсо XI.
Истоки семьи Понсе де Леон восходят к XII веку, и в период позднего средневековья это был один из самых важных дворянских домов в королевстве Леон. В Андалусии утвердилась одна из ветвей семьи, которая стала, наряду с семьей Гусман, одной из самых могущественных на той территории, где обе будут бороться за господство.

## Правление Санчо IV (1288—1295)

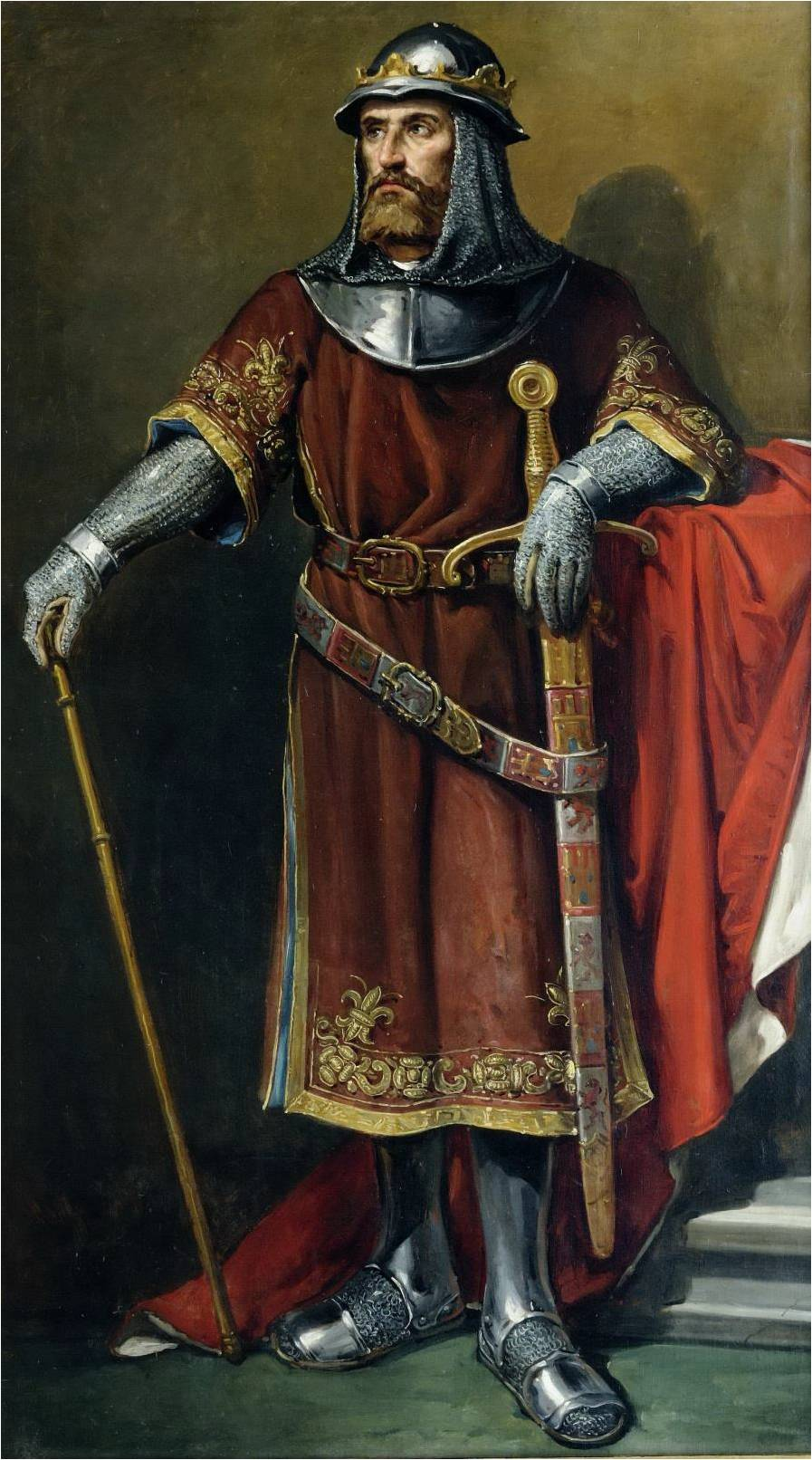
Король Санчо IV Кастильский. Хосе Мария Родригес де Лосада. (Городской совет Леона).

Дата его рождения неизвестна. Его отец был сеньором Пуэбла-де-Астурия, Кангас и Тинео, занимал должности главного аделантадо андалузской границы и майордомом короля Кастилии Альфонсо X, а также был наставником инфанта Фернандо Кастильского, сына и наследника короля Кастилии Санчо IV. А при распределении земель, проведенном Санчо IV в королевстве Леон после убийства Лопе Диаса III де Аро, сеньора Бискайи, которое произошло в 1288 или 1291 году, Педро Понсе получил 120 630 мараведи, что составляет 5 % от общего числа распространенных, в то время как его брат, Фернандо Понсе де Леон, получил 28 800 мараведи.
Педро Понсе де Леон был троюродным братом короля Кастилии Фердинанда IV, которые оба были правнуками короля Леона Альфонсо IX. В конце 1291 года после смерти своего отца Фернандо Педро унаследовал сеньории Кангас, Тинео и Пуэбла-де-Астурия.
По смерти Санчо IV, скончавшегося в Толедо 25 апреля 1295 года, на королевский престол взошел его сын Фернандо IV, которому было девять лет. А на следующий день после смерти отца он был провозглашен королем в соборе Толедо и поклялся, согласно Хроникам Фернандо IV, уважать и поддерживать привилегии знати и простолюдинов своего королевства.

## Правление Фердинанда IV (1295—1312)

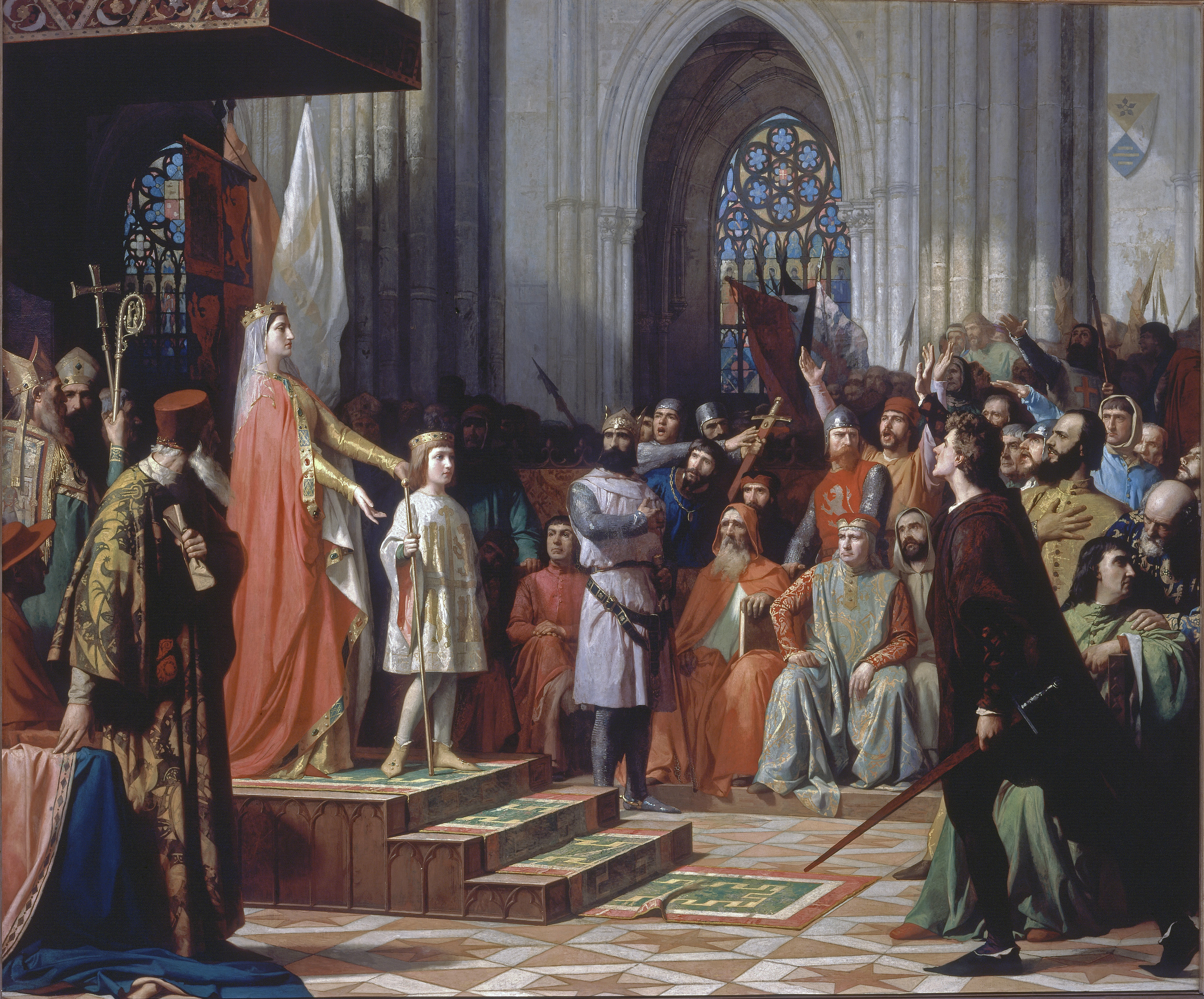
Мария де Молина представляет своего сына Фернандо IV кортесам Вальядолида в 1295 году. Холст, масло Антонио Гисберта Переса. 1863 г. (Конгресс депутатов Испании).

Точная дата, когда Педро Понсе де Леон стал майордомом короля Фердинанда IV, неизвестна, хотя ему предшествовал его дядя, Руй Перес Понсе де Леон, который был магистром Ордена Калатравы в 1284—1295 годах. В 1295 году его племянник Педро Понсе уже занимал эту должность. Согласно привилегии, дарованной Фернандо IV городу Севильи 3 августа того же года, когда в 1295 году монарх подтвердил все привилегии, вольности и добрые дела и обычаи указанного города.
В период с октября 1296 года по октябрь 1298 года Педро Понсе занимал должность главного аделантадо на границе Андалусии, хотя практически нет никаких документов, касающихся его функций аделантадо, за исключением одного от 23 января 1298 года, в котором Фернандо IV согласился на требование кабальеро из Ньеблы по имени Руи Перес, в котором он предусматривал, что алькальды указанного места, которые ежегодно избираются жителями города, должны быть приведены к присяге, пока они не продвинулись дальше границы алькайда замка Ньебла, который был назначен королем. Основываясь на указанном документе, Васкес Кампос указал, что либо Педро Понсе был на мгновение уволен как аделантадо в то время, либо что он не был в Андалусии и больше интересовался «гражданской борьбой на севере королевства», сказал историк, выбирая для этого последнего варианта.
В октябре 1298 года, когда королева Мария де Молина, мать Фердинанда IV, находилась с инфантом Энрике в городе Роа (провинция Бургос), ей сообщили, что Педро Понсе де Леон, который все еще был аделантадо границы, предал Фернандо IV и стал вассалом инфанта Хуана, который воевал с Фернандо IV и был провозглашен королем Леона в 1296 году. Хотя различные историки указывают, что область влияния инфанта Хуана была ограничена городом Леоном и некоторыми близлежащими городами.
По всем этим причинам королева Мария де Молина была вынуждена передать сеньории Кангас и Тинео Педро Понсе, чтобы отделить его от инфанта Хуана чтобы он продолжал служить Фернандо IV, несмотря на тот факт, что пожертвования этого типа постоянно уменьшали королевские земли и укрепляли феодальный режим во всем королевстве. Год спустя, когда rортесы в Вальядолиде 1299 года закончился, инфант Энрике отправился на юг, чтобы завладеть позицией главного аделантадо на андалузской границе, которая оставалась вакантной после предательства Педро Понсе в 1298 годe. Сезар Гонсалес Мингес утверждал, что упомянутый инфант «проявил большую спешку, чтобы завладеть своим новым положением, привлеченный большим доходом, который он предполагал».
С 1302 по 1305 год Педро Понсе де Леон снова занимал пост короелвского майордома по рекомендации королевы Марии де Молины, ему предшествовал инфант Энрике Кастильский, а ему наследовал Хуан Нуньес II де Лара, сеньор де Лара. 12 ноября 1302 года появился Педро Понсе, занимавший указанную должность в привилегии, дарованной Фернандо IV архиепископу Толедо Гонсало Диасу Паломеку и кафедральному капитулу собора Толедо, и он также упоминается как таковой в записной книжке Cortes de Medina del Campo 1305 года, хотя странным образом в привилегии, дарованной королем 20 ноября 1302 года, появился инфант Энрике, воспользовавшийся ею.
Хроника Фернандо IV указывает, что в 1306 году Педро Понсе де Леон фигурировал вместе с магнатом доном Хуаном Мануэлем, среди прочих, среди самых видных сторонников инфанта Хуана, который в то время был в разногласиях с Диего Лопесом V де Аро, сеньором Бискайи с Лопе Диасом де Аро, сыном предыдущего, и с Хуаном Нуньесом II де Лара. А также есть сведения о том, что в декабре 1306 года Фернандо IV разгневался на Педро Понсе «за некоторые вещи, в которых он был неправ», из-за чего монарх планировал отправиться в Астурию и вернуть себе все владения, которые в прошлом даровала ему его мать Мария де Молина.
Сначала Фернандо IV проигнорировал просьбы матери Педро Понсе, Урраки Гутьеррес де Менесес, как записано в Хрониках упомянутого монарха, но в конце концов он согласился на них благодаря вмешательству королевы Марии де Молины, инфанта Хуана и Хуана Нуньеса II де Лара, а затем они передали Педро Понсе, «они подписали иск и все уладили». А в октябре 1307 года Педро Понсе де Леон участвовал вместе со своим войском в осаде замка Тордеумос, где укрылся Хуан Нуньес II де Лара, незадолго до этого восставший против Фернандо IV. Во время осады, начавшейся в октябре 1307 года, Диего Лопес V де Аро, Санчо Кастильский, кузен короля, Родриго Альварес де лас Астуриас, Фернан Руис де Сальданья и Хуан Осорес, магистр Ордена Сантьяго, к которым присоединились инфант Хуан и его сын Альфонсо де Валенсия, хотя через несколько дней после начала осады участвовавшие в ней богачи и рыцари потребовали от короля платы своим солдатам, утверждая, что «они могли бы лучше служить ему таким образом», и монарх, который незадолго до этого получил уступку трех услуг в кортесах Вальядолида в 1307 году, он был вынужден заказать сбор еще пяти услуг, хотя историк Сезар Гонсалес Мингес указывал, что, когда дворяне собирали своих солдат, они не пытались «затянуть осаду Тордехумоса», а вместо этого предпочли попытаться договориться с осажден.
Вскоре после этого Хуан Нуньес II де Лара предложил королю несколько условий мира, чтобы иметь возможность покинуть свое королевство, и в качестве гарантии того, что он выполнит гипотетическое соглашение, потребовал, чтобы инфанты Хуан, Педро и Филипп, Педро Понсе де Леон, Фернан Руис де Сальданья, Гарсия Фернандес де Вильямайор, Родриго Альварес де лас Астуриас и магистр Ордена Сантьяго дали ему «клятву и дань уважения», что в случае нарушения монархом соглашения они все оставят его вместе со своими вассалов, хотя король не принял предложения, понимая, что он будет во власти дворян, и приказал еще более ужесточить осаду, и вскоре после этого, несмотря на опасения монарха по отношению к нему, Педро Понсе де Леон вернулся в осаду в сопровождении «очень хороших людей, и они показали, что очень хотят служить королю».
В «Хрониках Фернандо IV» также записано, что однажды ночью Педро Понсе отказался от осады Тордехумоса «со всем своим народом», и когда король захотел узнать причину своего дезертирства, он ответил, что бежал из опасения, что король приказал арестовать его, так как об этом ему сказал инфант Жуан. Вскоре после этого дезертировали также Альфонсо де Валенсия, сын инфанта Хуана, Фернан Руис де Сальданья, Родриго Альварес де лас Астуриас и Гарсия Фернандес де Вильямайор, из-за чего король был вынужден вести переговоры с сеньором Лары. В мирном соглашении, подписанном последним и Фернандо IV, было установлено, что он снова будет вассалом короля и что он сохранит за собой все свои земли, кроме тех, которые он имел в Ла-Буребе и Ла-Риохе, которые будут продолжали находиться во власти Диего Лопеса V де Аро, и король также обязался заверить Педро Понсе де Леона, друга сеньора Лары, в землях и владениях, которыми он владел, несмотря на его дезертирство, и осада закончилась в начало февраля с 1308 года.
5 сентября 1309 года в Альхесирасе Педро Понсе еще раз уступил своему зятю Мартину Хилю де Риба де Визела, 2-му графу Барселушу, все имущество, которым он и его родители владели в Португалии и которые уже были передан ими в 1289 году в качестве приданого Марии Мартинес, первой жене Педро Понсе, получившей место Вимиозо пожертвование было сделано в присутствии нескольких португальских вассалов указанного графа.
Хотя некоторые историки, такие как Ламингейро Фернандес, не включают его в свои списки аделантадо Галисии, Педро Понсе де Леон фигурирует на этой должности в документе, предоставленном Фернандо IV 29 января 1311 года. Король аннулировал достигнутое в 1307 году соглашение о владении сеньорией Бискайей между Диего Лопесом V де Аро и его сыном Лопе, с одной стороны, и инфантом Хуаном и его женой Марией Диас де Аро, с другой, а также в другие документы, выданные в период с января по май того же года. В августе 1311 года Педро Понсе сообщил инфанту Хуану, что он враждует с Фернандо IV с момента дезертирства во время осады Альхесираса.
Многочисленные испанские историки, такие как Хайме де Салазар-и-Ача или Хуан Луис Карриасо Рубио, ошибочно указали, что Педро Понсе де Леон умер в 1311 году, хотя правда в том, что 17 марта 1312 года он и его брат Фернандо Понсе де Леон, которому Фернандо IV пожаловал сеньорию Марчена в 1309 году, фигурируют среди лиц, подтверждающих привилегию, по которой Фернандо IV вернул замок Фрегеналь-де-ла-Сьерра совету города Севильи, расположенный в нынешней провинции Бадахос, и оба брата также фигурируют среди подтверждающих привилегии, предоставленные Фернандо IV 20 апреля 1312 года, в то время как кортесы Вальядолида 1312 года проходили в муниципалитете Сориано Серон-де-Нагима.
В марте 1312 года Педро Понсе де Леон подтвердил монастырю Санта-Мария-де-Ногалес, который был тесно связан с его семьей, пожертвование всего имущества, которое его родители передали указанному монастырю. 7 сентября 1312 года его кузен Фердинанд IV умер в городе Хаэн, и на престол взошел его сын, Альфонсо X, которому на момент смерти отца исполнился год.

## Правление Альфонсо XI (1312—1314)
После смерти Фернандо IV его мать, королева Мария де Молина, и инфанты Педро и Хуан были главными кандидатами на роль воспитателей короля Альфонсо XI, и в то же время братское движение с большой силой возродилось во всех регионах Кастилии, которую дворянство стимулировало и использовало для достижения своих политических целей. В конце 1312 года советы Леона, Саморы, Саламанки, Бенавенте, Альба-де-Тормес, Ледесмы, Вильяльпандо, Мансильи, Ольмедо, Гранадильи, Саяго, Майорги и Асторга согласилась сформировать братство, которому суждено служить королю Альфонсо XI, добиваться соблюдения справедливости и наказывать грабежи и преступления, которые будут совершены в будущем на их условиях.
В начале января 1313 года, согласно Gran Crónica de Alfonso XI, Педро Понсе присутствовал в ратуше Саагуна, где также присутствовали поверенные городов и городов королевств Кастилия-и-Леон и основные сторонники инфанта Хуана, среди которых были Педро Понсе, инфант Филипп, Фернандо де ла Серда, внук Альфонсо X, Альфонсо де Валенсия, старший сын инфанте Хуана, и Гарсия де Вильямайор, среди других богатых людей. Вскоре после этого, 15 января 1313 года пять вышеупомянутых советов, среди которых были Леон, Самора, Саламанка, Мансилья и Бенавенте, образовали новое братство с инфантами Хуаном и Филиппом, а также с Педро Понсе де Леоном и Хуаном Нуньесом II де Лара для того, чтобы служить королю Альфонсо XI и защищать его территорию, но в то же время и отстаивать свои собственные привилегии и свободы. Однако различные историки указывают, что на самом деле инфант Хуан стремился на поддержку советов, чтобы на следующем собрании кортесов он мог быть назначен единственным наставником короля.
Основные сторонники инфанта Хуана во время кортесов в Пласенсии в 1313 году, который также пользовался поддержкой короля Диниша I Португальского и который, по мнению различных историков, стремился укрепить «старую кастильскую знать» перед лицом растущее укрепление монархии во время правления Фернандо IV, был инфант Филипп, выступавший посредником между соперничающими группировками, Фернандо де ла Серда, дон Хуан Мануэль и Хуан Нуньес II де Лара, хотя его также поддерживали его жена Мария Диас де Аро, его сыновья Альфонсо и Хуан, его племянник Лопе Диас де Аро, Педро Понсе де Леон, Санчо Санчес де Веласко, Лопе де Мендоса, Гарсия де Вильямайор и другие богатые дворяне из Галиции, Леона и Бискайи.
Пока кортесы были продолжались, Педро Понсе разместил часть своих войск в городе Паленсия, как и наиболее видные сторонники инфанта Хуана, и в соответствии с приказом, который последний издал в упомянутых кортесах, в котором его сторонники назвали его воспитателем короля вместе с королевой Констанцией Португальской, вдовой Фердинанда IV. Имя Педро Понсе де Леон входит в число имен главных магнатов королевства, которые поддержали назначение инфанта Хуана единственным воспитателем короля.
В конце 1314 года, как записано в Великой Хронике и в Хронике Альфонсо XI, и вскоре после празднования Соглашения в Паласуэлос, Педро Понсе и Альфонсо де Валенсия, сын и наследник инфанта Хуана, воспользовавшись о том, что инфант Педро сражался против дона Хуана Мануэля, они отправились в Галисию со своими военными контингентами, по совету инфанта Хуана, чтобы сражаться против инфанта Филиппа Кастильского, брата покойного Фердинанда IV и сеньора Кабреры и Рибера, вышедший им навстречу в сопровождении многочисленных сил. Обе армии оставались лицом к лицу целый день, хотя и не вступая в бой по решению Альфонсо де Валенсии и Педро Понсе, которые предпочли вернуться в Леон, в то время как инфант Филипп вернулся со своей армией в город Луго. Когда они прибыли в земли Леона, оба персонажа планировали напасть на владения, которыми владел там инфант Филипп, хотя смерть Педро Понсе в конце 1314 года помешала им осуществить свои планы.

## Браки и потомство
Педро Понсе де Леон женился в первый раз на Марии Анес, дочери Мартина Хиля де Риба де Визела, португальского дворянина и старшего альфереса короля Диниша I Португальского, и Милии Андрес де Кастро, дочери Андреса Фернандеса де Кастро (+ 1265), но они не имел потомства.
Позднее он женился вторым браком на Санче Хиль де Часим, дочери Хиля Нуньеса де Часима и Марии Мартинес Зоте, от его второго брака родились следующие дети:
- Фернандо Перес Понсе де Леон (умер около 1330), сеньор Пуэбла-де-Астурия. Он умер, не женившись и не оставив потомства.
- Родриго Перес Понсе де Леон (умер до 1354), сеньор Пуэбла-де-Астурия и рыцарь Ордена Ордена. С его смертью прервалась леонская линия рода Понсе де Леон
- Хуана Понсе де Леон (ум. до 1344). Она вышла замуж за Хуана Альфонсо Португальского в 1315 году, внебрачного сына короля Португалии Диниша I и Марии Перес, которая была казнена в июле 1326 года по приказу своего сводного брата Афонсу IV Португальского.
- Изабель Понсе де Леон (ум. около 1367), сеньора де Вильянуэва-де-лос-Инфантес и Кастрело и Эспиноса. Она вышла замуж за Педро Фернандеса де Кастро, сеньора дома Кастро и внука короля Санчо IV Кастильского.
- Уррака Понсе де Леон, сеньора де Вимиозо и Мельгара. Она вышла замуж за Энрике Энрикеса Младшего (+ 1366), сеньора Вильяльба-де-лос-Баррос и правнука короля Фернандо III Кастильского.